# Eparquia de San Gregorio di Narek em Buenos Aires
A Eparquia de San Gregorio di Narek em Buenos Aires (Eparchia Sancti Gregorii Narekiani Bonaëren(sis) Armenorum) é uma sede episcopal da Igreja Católica, pertencente a Igreja Católica Arménia na Argentina. É dependente direta da Santa Sé, sendo fundada em 18 de fevereiro de 1989 pelo Papa João Paulo II. Com uma população católica de 16.200 habitantes, possui uma única paróquia paróquias com dados de 2016.

## História
A Eparquia de San Gregorio di Narek em Buenos Aires foi fundada em 18 de fevereiro de 1989, território separado do Exarcado Apostólico para os fiéis de Rito Armênio residentes na América Latina e México, de onde o Exarcado Apostólico foi promovida como primeira Eparquia em Buenos Aires. 

## Lista de eparcas
A seguir uma lista de eparcas desde a criação da eparquia. 

### Visitante Apostólico para toda a América Latina
- Paschal Tekeyan (dezembro de 1969 a 3 de julho de 1981)

### Exarca armênio para a América Latina
- Vartán Waldir Boghossian, S.D.B. (3 de julho de 1981 - 4 de julho de 2018)

### Eparcas
|                 | Nome                             | Período   | Notas                          |
| Eparcas         | Eparcas                          | Eparcas   | Eparcas                        |
| --------------- | -------------------------------- | --------- | ------------------------------ |
| 2º              | Paulo Hakimian                   | 2018-2024 | Faleceu no exercício da função |
| 1º              | Vartán Waldir Boghossian, S.D.B. | 1989-2018 |                                |
| Bispo-coadjutor |                                  |           |                                |
|                 | Gerardo Eusebio Sueldo           | 1993-1994 |                                |
| Bispo-auxiliar  |                                  |           |                                |
|                 | Joseph Arnaouti, ICPB            | 1994-1997 | Nomeado Exparca de Damas       |